# Alain Minc
Alain Minc (pronúncia em francês: [alɛ̃ ˈmɛ̃k] ; Paris, 15 de abril de 1949) é um empresário francês, conselheiro político e autor.

## Biografia
Alain Minc nasceu em 15 de abril de 1949 em Paris   em uma família de imigrantes judeus oriundos da Polônia.  Seu pai, Joseph Minkowski, era dentista e membro do Partido Comunista.  Alain Minc é formado pela École nationale supérieure des mines de Paris, pela Science Po e pela École nationale d'administration.
Em 1979, tornou-se CFO da Compagnie de Saint-Gobain. Em 1981, ele foi selecionado para ser um dos primeiros jovens líderes da Fundação Franco-Americana.  Em 1986, tornou-se vice-presidente do CIR International e gerente geral da Cerus, afiliadas não italianas do Benedetti Group. Em 1991, ele fundou sua própria firma de consultoria, a AM Conseil. Ele foi o presidente do conselho de supervisão do Le Monde.  Ele está no Conselho de Administração da Criteria CaixaCorp desde 2007. Ele também é membro do Conselho da Prisa , FNAC, Direct Energie, Ingenico e Yves Saint Laurent.   
Foi conselheiro de Edouard Balladur, François Pinault, Vincent Bolloré  e do ex-presidente francês Nicolas Sarkozy.  Ele foi criticado por criticar a posição do papa Bento XVI sobre a repatriação dos ciganos franceses em 2010.  
Ele é membro do Instituto Nicolas Berggruen. Ele também é um destinatário da Legião de Honra.
Desde dezembro de 2011, é Presidente do Conselho de Administração da Société des Autoroutes du Nord et de l'Est de la France (SANEF)  que opera autoestradas no nordeste da França sob uma concessão do governo francês.

## Obra
- Ce monde qui vient
- Epître à nos nouveaux maîtres (2003)
- Les prophètes du bonheur: história pessoal da pensée économique (2004)
- Rapport sur la França de 2000
- Le Nouveau Moyen-âge
- Les vengeances des Nations
- La Machine égalitaire
- Rapport sur l´informatisation de la société
- Uma sorte de Diabo, dos anos de John M. Keynes (2006)
- Le Crépuscule des petits dieux (2006)
- Um histoire de France (2008)
- Dix jours qui ébranleront le monde (2009)
- Une histoire politique des intellectuels (2010)
- L'âme des nations (2012)
- Vive l Allemagne (2013)